# Détroit de Gerlache
Pour les articles homonymes, voir Gerlache.
Le détroit de Gerlache (en anglais : Gerlache strait) est un détroit situé en Antarctique. Il sépare l'archipel Palmer de la péninsule Antarctique.
Il fut nommé « détroit du Belgica »  en l'honneur du bateau  le Belgica de l'expédition antarctique belge, sous la direction d'Adrien de Gerlache de Gomery qui explora ce détroit en janvier et février 1898. Le nom du détroit fut changé plus tard en l'honneur du commandant belge.

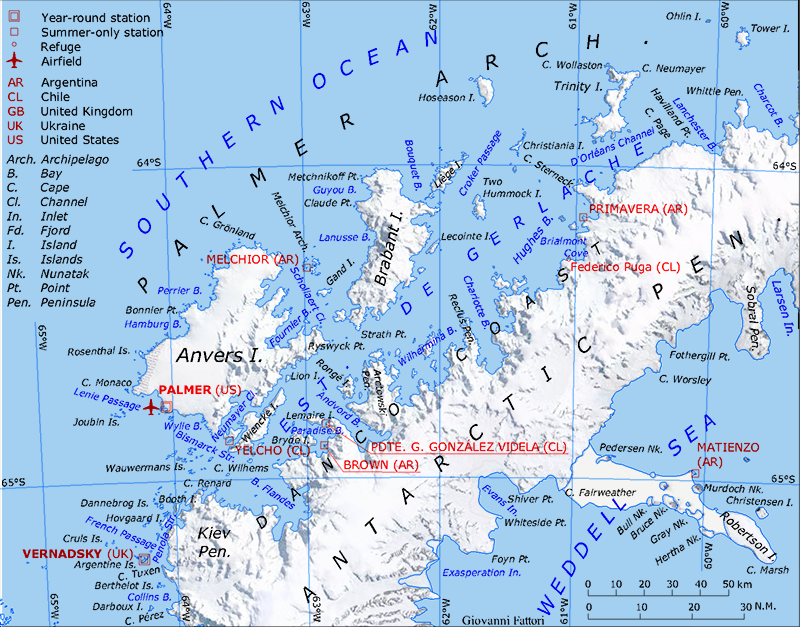
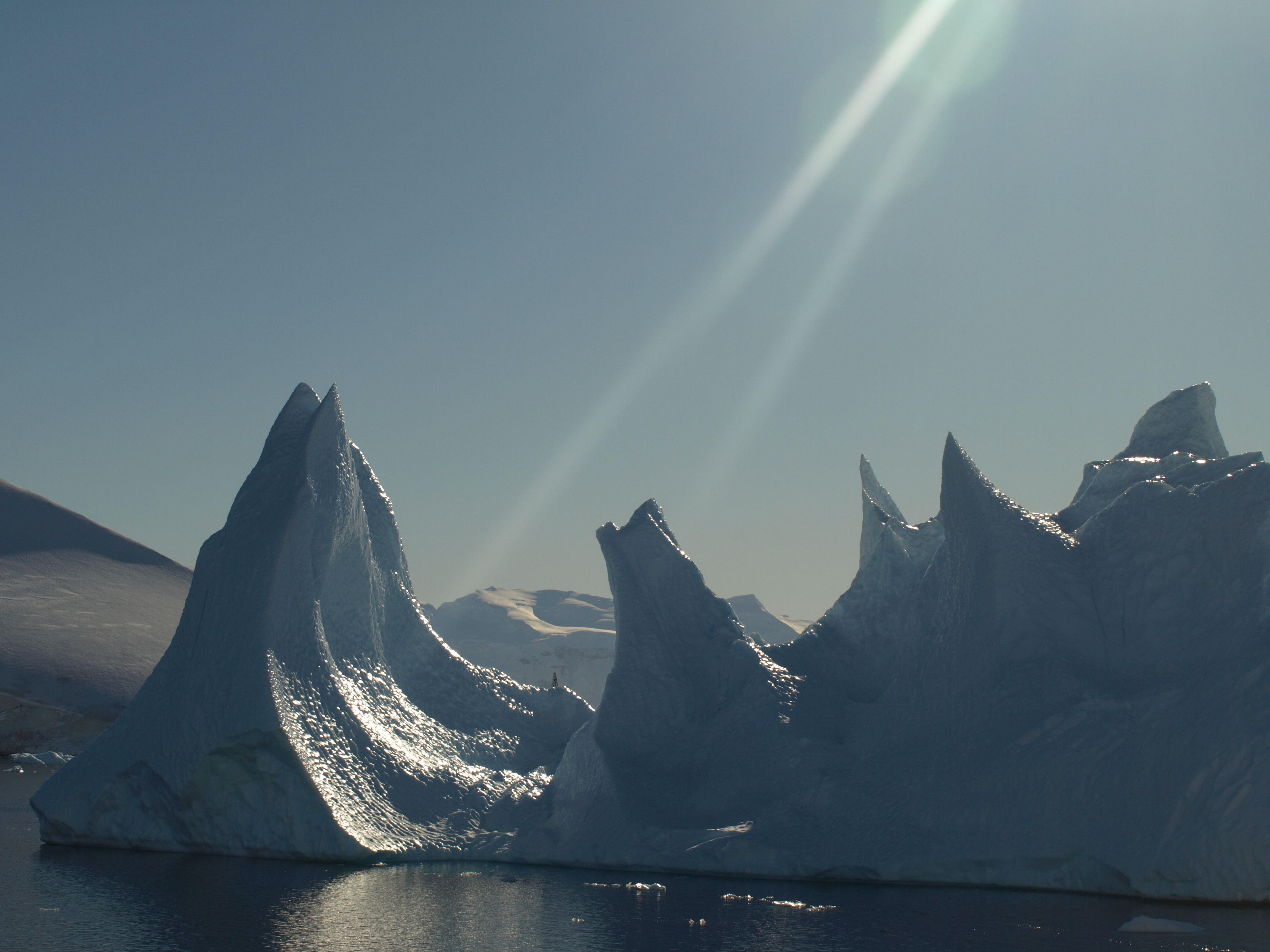
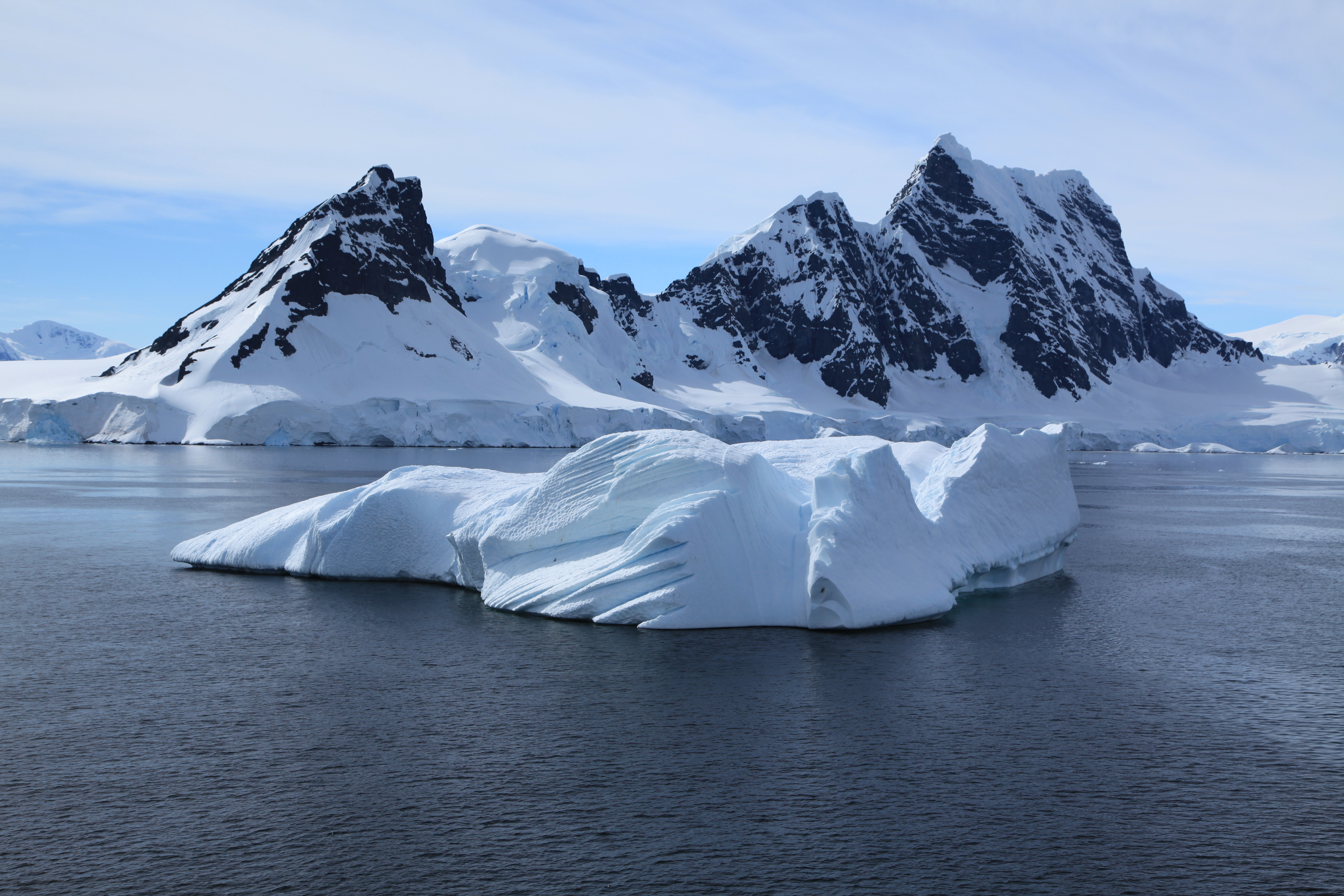